# علی انصاری
علی انصاری (۳ خرداد ۱۳۲۳ رودسر - ۱۵ تیر ۱۳۶۰ رشت) استاندار گیلان پس از انقلاب ۱۳۵۷ تا سال ۱۳۶۰ بود. انصاری پس از گذراندن تحصیلات ابتدائی و متوسطه برای تحصیلات عالی به آمریکا رفت و در آنجا عضو فعال انجمن اسلامی آمریکا و کانادا بود. علی انصاری ساعت ۷ صبح روز ۱۵ تیر ۱۳۶۰ توسط عوامل سازمان مجاهدین خلق با اصابت ۱۱ گلوله به همراه معاون عمرانی خود محمد نورانی ترور شد و جان خود را از دست داد.